# The Wall (film, 2023)
Pour les articles homonymes, voir The Wall et The Wall (homonymie).
Pour plus de détails, voir Fiche technique et Distribution.
The Wall est un film dramatique belge écrit et réalisé par Philippe Van Leeuw et sorti en 2023. 

## Synopsis
Jessica Comley est un agent de la patrouille frontalière américaine en poste à Tucson, en Arizona. Elle se consacre et travaille avec détermination pour garder la frontière américano-mexicaine, dans une zone désertique où les trafiquants de drogue et les immigrants illégaux tentent leur chance de traverser. Lors d'un déploiement, elle tire sur une personne. Son collègue suggère qu'il s'agit d'un accident. Mais un homme âgé et son petit-fils, issus d'un peuple indigène, sont témoins de ce qui s'est passé. C'est leur parole contre la sienne.

## Fiche technique
- Titre original : The Wall
- Réalisation : Philippe Van Leeuw
- Scénario : Philippe Van Leeuw
- Photographie : Joachim Philippe
- Montage : Gladys Joujou
- Musique : Lio Vancauwenberge
- Costumes : Magdalena Labuz
- Production : Guillaume Malandrin
- Direction artistique : Daniel Koenig
- Pays de production : Belgique, Luxembourg, Danemark, États-Unis
- Langue originale : anglais
- Format : couleur
- Genre : drame
- Durée : 96 minutes
- Dates de sortie :
  - Belgique : 3 juillet 2023 (Brussels International Film Festival)
  - France : 18 décembre 2024[2]

## Distribution
- Vicky Krieps : Jessica Comley
- Steve Anderson : Adam Comley
- Christian Baldonado : Migrant
- Austin Buchanan : BP Agent Hawkins
- Rogelio Camarillo : Rigoberto
- Santiago Craig : Meadows
- Hayden Domenico : Filmer
- Carlos Lee Hall : BP Head Officer
- Danny Jackson : BP Officer 8
- Harris Kendall : Connie

## Récompenses et distinctions
- (en) The Wall: Awards, sur l'Internet Movie Database